# NGC 109
NGC 109 est une galaxie lenticulaire située dans la constellation d'Andromède. NGC 109 a été découverte par l'astronome prussien Heinrich d'Arrest en 1861.

## Caractéristiques

### Distance
Sa vitesse par rapport au fond diffus cosmologique est de 5 230 ± 24 km/s, ce qui correspond à une distance de Hubble de 77,1 ± 5,4 Mpc (∼251 millions d'al).
La base de données NASA/IPAC indique quand même une classe de classe de luminosité pour NGC 109, soit I. NGC 109 présente une large raie HI.
À ce jour, trois mesures non basées sur le décalage vers le rouge (redshift) donnent une distance de 63,900 ± 2,987 Mpc (∼208 millions d'al), ce qui est à l'extérieur des valeurs de la distance de Hubble. Notons cependant que c'est avec la valeur moyenne des mesures indépendantes, lorsqu'elles existent, que la base de données NASA/IPAC calcule le diamètre d'une galaxie et qu'en conséquence le diamètre de NGC 109 pourrait être d'environ 29,2 kpc (∼95 200 al) si on utilisait la distance de Hubble pour le calculer.

### Morphologie
La classification de spirale barrée donnée par la base de données NASA/IPAC (SB(r)a) et par Wolfgang Steinicke (SBa) ne correspond pas à l'image de l'étude SDSS. On voit bien sur cette image la présence d'une barre au centre de la galaxie, mais aucun bras spiral n'est visible. La classification de galaxie lenticulaire barrée semble plus appropriée.